# Acinodendron cladranthum
Acinodendron cladranthum là một loài thực vật có hoa trong họ Mua. Loài này được (Triana ex Cogn.) Kuntze mô tả khoa học đầu tiên năm 1891.